# چپنیکا
چپنیکا (به لاتین: Trzepnica) یک روستای لهستان در لهستان است که در Gmina Łęki Szlacheckie واقع شده‌است.